# Xavier Naidoo
Xavier Naidoo es un cantante y compositor alemán, de ascendencia cingalesa por parte de padre y sudafricana por parte de madre que realiza su trabajo principalmente en alemán y ocasionalmente en inglés. Nació en la ciudad de Mannheim el 2 de octubre de 1971. Es conocido por su voz profunda y ha colaborado con muchos artistas famosos como Wu-Tang Clan, RZA, Deborah Cox, Sabrina Setlur, Stress y los raperos Alemanes Tone, Farid Bang y KC Rebell.
Canta en varios estilos, incluyendo R&B, soul, pop y de vez en cuando rock. Sus lanzamientos más famosos incluyen Ich Kenne Nichts, 20,000 Meilen, Souls on Fire y Sie Sieht Mich Nicht. La popularidad de Naidoo se incrementó cuando se unió a las bandas Söhne Mannheims, Brothers Keepers y Zeichen der Zeit a finales de los 90. En 2005 lanzó su sencillo Dieser Weg, que logró elevarlo a la categoría de hit. También adquirió popularidad en el mundial de Alemania 2006 debido a que su música fue comercializada por los jugadores de la selección alemana.
En noviembre de 2015 fue elegido por la televisión nacional alemana como el representante alemán a Eurovisión 2016. Esta propuesta fue desechada apenas 48 horas después debido a que un sector político consideraba sus letras "racistas y homófobas".

## Discografía

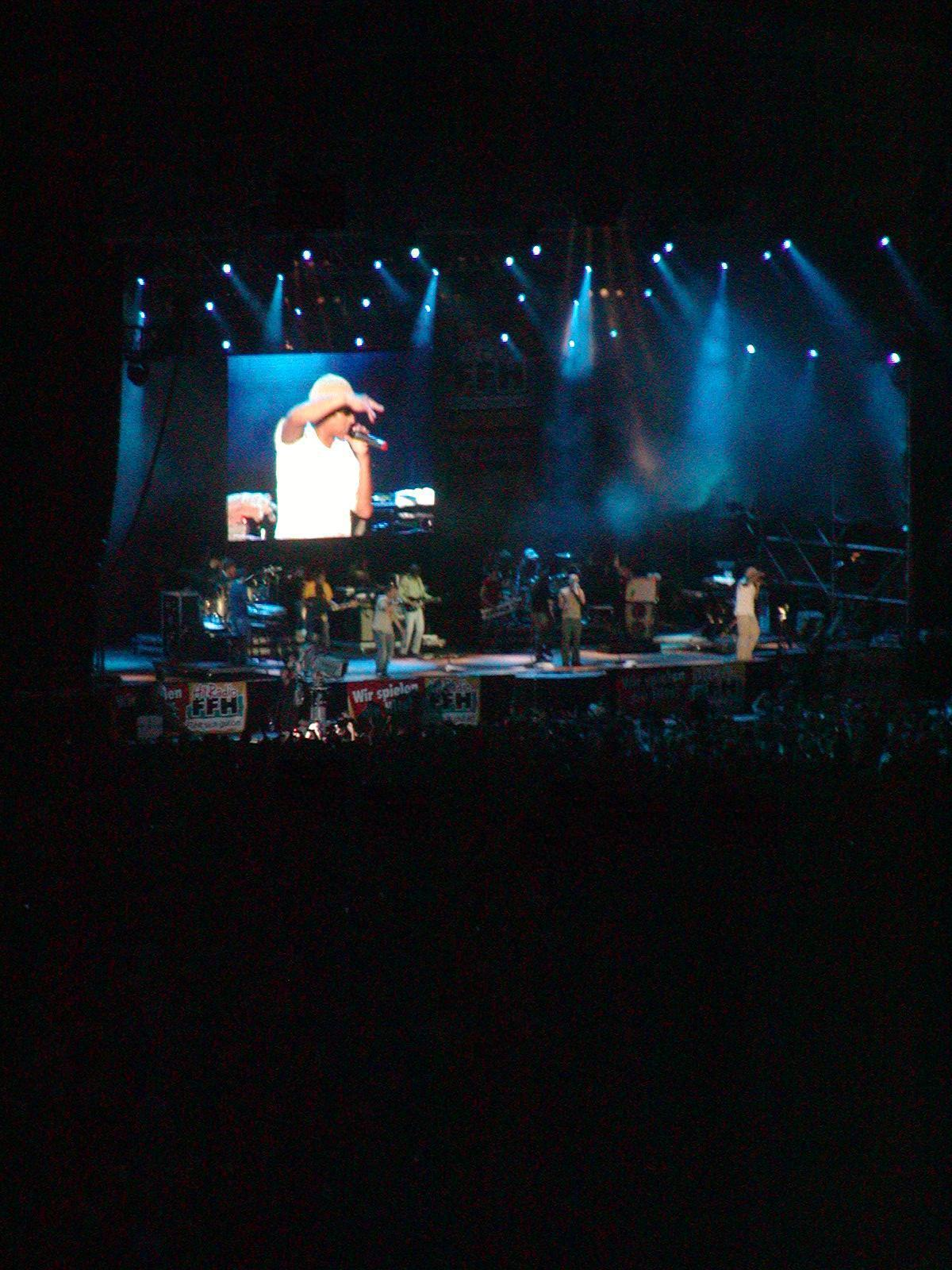
Xavier Naidoo en Weilburg (2005).

### Álbumes
Álbumes en estudio
- Seeing Is Believing (1993)
- Nicht von dieser Welt (1998)
- Zwischenspiel / Alles für den Herrn (2002)
- Telegramm für X (2005)
- Alles kann besser werden (2009)
- Mordsmusik (2013) (como Der Xer)
- Bei meiner Seele (2013)
- Tanzmusik (Xavier lebt hier nicht mehr) (2014) (como Der Xer)
- Nicht Von Dieser Welt 2 (2016)

Álbumes en vivo
- Live (1999)
- Alles Gute vor uns (2003)
- Wettsingen in Schwetzingen - MTV Unplugged (2008)
- Alles kann besser werden - Live in Oberhausen (2010)

### Colaboraciones
- Schick mir nen Enge, N.º Pista: 11, Album: Tone - Zukunftsmusik, Año: (2005).
- Mein Traum, N.º Pista 11, Album: Tone - Phantom, Año: (2009).
- Al Di Meola , "Schall & Rauch", Album: Vocal Rendezvous (Año 2006).

## Premios
- 2000: ECHO - Mejor Artista Masculino - Rock/Pop
- 2002: Goldene Stimmgabel
- 2002: Comet - Mejor Artista Nacional
- 2002: MTV Europe Music Awards - Mejor Artista Alemán
- 2004: Amadeus Award - Álbum de año por "Ich Kenne Nichts (Das So Schön Ist Wie Du)"
- 2006: Goldene Kamera - Mejor Artista Pop Nacional